# Стара Весь (гміна Пекошув)
Стара Весь (пол. Stara Wieś) — село в Польщі, у гміні Пекошув Келецького повіту Свентокшиського воєводства.